# MmWave
 (octobre 2020).
Si vous disposez d'ouvrages ou d'articles de référence ou si vous connaissez des sites web de qualité traitant du thème abordé ici, merci de compléter l'article en donnant les références utiles à sa vérifiabilité et en les liant à la section « Notes et références ».

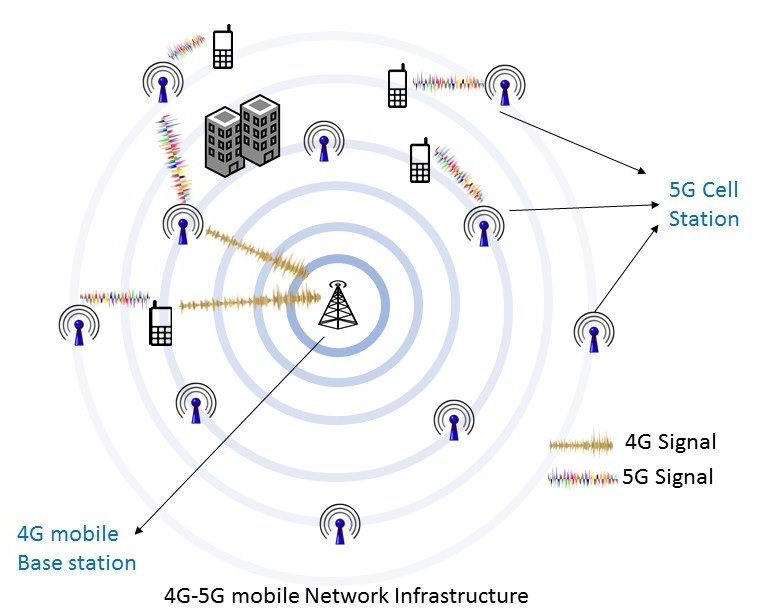
Réseau mobile « 5G » utilisant la mmWave

mmWave (Ondemm en français, pour « ondes millimétriques ») est une technologie radar sans contact, de télédétection et de télécommunication.
Elle fut créée pour détecter des objets et fournir la portée, la vitesse et l'angle de ces objets. 
La mmWave n'est pas une marque déposée mais plutôt un procédé technologique utilisant les ondes hertziennes millimétriques.

## Spécificités
Cette technologie radar à ondes millimétriques émet des signaux dont la longueur d'onde est de l'ordre du millimètre. Son spectre, potentiellement le plus étendu des technologies hertziennes, s'étend de 30 GHz à 300 GHz.
Cette longueur d'onde est considérée comme une courte longueur d'onde dans le spectre électromagnétique et constitue l'une des spécificités de cette technologie. Physiquement, la taille des composants du système, tels que les antennes nécessaires pour traiter ces signaux mmWave, est d'autant plus petite. 
La bonne précision est sa deuxième caractéristique principale ; par exemple: un système utilisant la mmWave et émettant des ondes entre 76 GHz et 81 GHz (avec une longueur d'onde correspondante d'environ 4 mm) aura la capacité de détecter des mouvements submillimétriques.
En outre, le fait de fonctionner dans ce spectre hertzien rend les capteurs et émetteurs mmWave intéressants pour les raisons suivantes et pour de multiples applications (civiles et militaires):
- Capacité à pénétrer les matériaux (« voir » à travers le plastique, les cloisons sèches et les vêtements)

- Hautement directionnel : faisceau compact avec une précision angulaire de 1

- Semblable à la lumière : peut être focalisée et dirigée à l'aide de techniques optiques standard

- Grandes largeurs de bande absolues : distinguer deux objets proches

- L'intégration de l'antenne sur le boîtier permet de réduire la taille du système

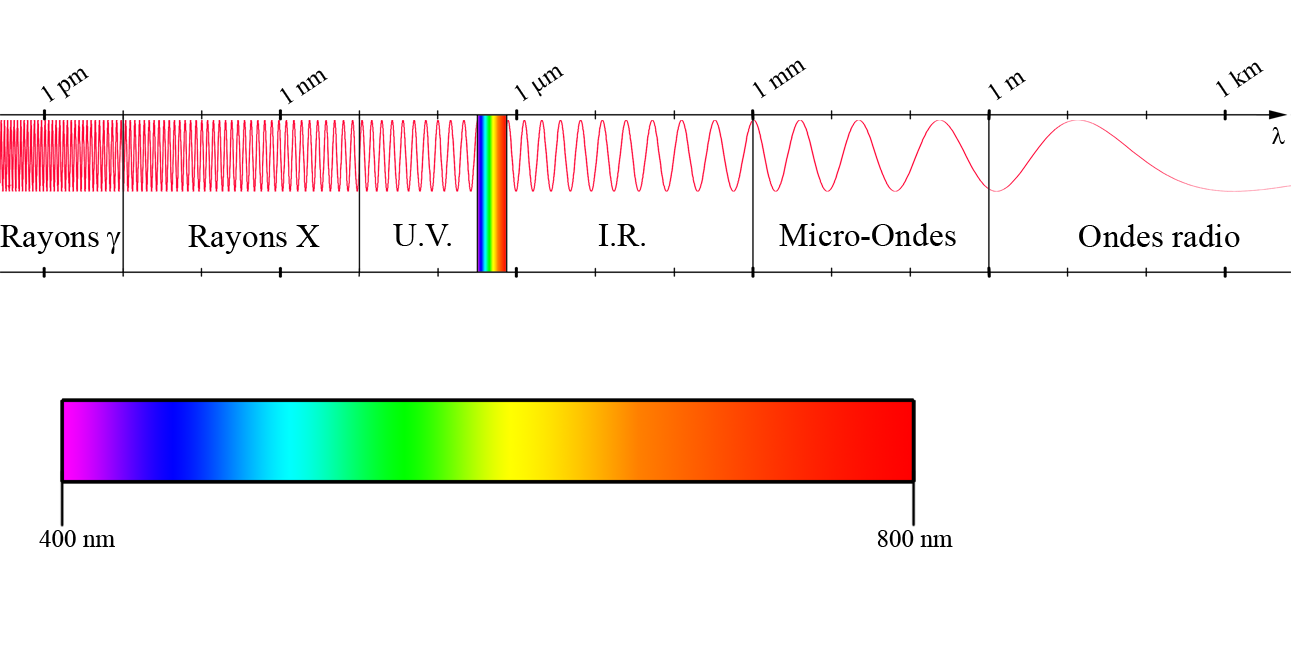
Spectre électromagnétique. La mmWave fait partie des micro-ondes.

## Utilisations

### Télécommunications
La mmWave est une technologie centrale dans le déploiement des réseaux de télécommunication dits « 5G » (pour « 5e génération »).
La bande passante concernée par l'utilisation de la « 5G » s'étendait en 2020  entre 24 et 40 GHz environ.
Les ondes millimétriques peuvent être utilisées pour la liaison dite « du dernier kilomètre » entre le réseau principal (« 4G ») et, par exemple, l'habitation ou l'entreprise désireuse de profiter du très haut débit mais pour laquelle un déploiement de fibre optique peut être impossible ou compliqué.
En septembre 2020, les entreprises associées Ericsson (européenne) et Qualcomm (américaine) annoncent détenir un record de distance d'échange de données entre un émetteur et un récepteur avec 5km parcourus sans relais (après avoir obtenu un précédent record à 3,8km quelques semaines plus tôt). La communication a été réalisée entre un équipement 5G Ericsson standard comportant une mise à jour logicielle étendant sa portée et un équipement CPE 5G intégrant un modem Snapdragon X55 et des modules d'antenne QTM527 de Qualcomm.

### Divers
Il existe en outre plusieurs familles de capteurs d'ondes millimétriques basés sur la mmWave: 
- des capteurs par exemple utilisés dans le secteur automobile (radar de recul, communication intra-véhiculaire, etc.)
- des capteurs pour applications industrielles diverses (potentiellement pour le positionnement et la communication de drones, des applications médicales, des commandes robotisées en usine, etc).

## Pages liées
- Extrêmement haute fréquence